# Under the Influence (álbum de Warrant)
Under the Influence es un álbum de versiones de la banda estadounidense de hard rock Warrant, lanzado en junio de 2001. Además de contener versiones de bandas que inspiraron a Warrant en su trayectoria musical como Aerosmith, AC/DC, Cheap Trick y David Bowie, el disco contiene dos canciones nuevas: "Face" y "Sub Human".

## Lista de canciones
1. "Toys in the Attic" (Joe Perry, Steven Tyler) - 3:01 (Aerosmith)
2. "Hollywood (Down on Your Luck)" (Scott Gorham, Phil Lynott) - 3:41 (Thin Lizzy)
3. "Dead, Jail or Rock 'n' Roll" (Michael Monroe, Little Steven, Nasty Suicide) - 4:26 (Michael Monroe)
4. "Hair of the Dog" (Pete Agnew, Manny Charlton, Dan McCafferty, Darrell Sweet]) - 3:23 (Nazareth)
5. "Tie Your Mother Down" (Brian May) - 3:51 (Queen)
6. "Suffragette City" (David Bowie) - 3:36 (David Bowie)
7. "Surrender" (Rick Nielsen) - 4:19 (Cheap Trick)
8. "Down Payment Blues" (Bon Scott, Angus Young) - 6:08 (AC/DC)
9. "Come and Get It" (Paul McCartney) - 2:59 (Badfinger)
10. "Sub Human" (Jani Lane) - 3:05
11. "Face" (Keri Kelli, J. Lane) - 3:42

## Personal
- Jani Lane - voz
- Erik Turner - guitarra
- Jerry Dixon - bajo
- Billy Morris - guitarra
- Mike Fasano - batería
- Mike Morris - teclados